# Frederik Kaiser
Frederik Kaiser (født 10. juni 1808 i Amsterdam, død 28. juli 1872 i Leyden) var en hollandsk astronom.
Kaiser blev 1826 observator ved observatoriet i Leyden, 1837 dets direktør og 1840 tillige professor i astronomi ved universitetet sammesteds. I 1860 overtog Kaiser direktionen af det nybyggede observatorium. Foruden talrige observationer af kometer, dobbeltstjerner, Saturn, Mars etc., der er offentliggjorte i fagtidsskrifter, har Kaiser publiceret Sterrekundig jaarboek (1845—1863), Verslagen van de sterrewacht te Leiden (1864—1872), Annalen der Sternwarte in Leiden, I—IV (1868—75), De Sterrenhemel, I—II (1845—1847; 4. udgave af Oudemans, 2 bind, 1884—1888; oversat blandt andet på dansk af Mathilde Ørsted, 1867). Kaiser var Hollands repræsentant i den europæiske gradmåling og i meterkommissionen. 